# Fabio Mancini
Fabio Mancini (ur. 6 sierpnia 1958 roku w Empoli) – włoski kierowca wyścigowy.

## Kariera
Mancini rozpoczął karierę w międzynarodowych wyścigach samochodowych w 1979 roku od startów we Włoskiej Formule Ford 2000, gdzie pięciokrotnie stawał na podium, a dwukrotnie na jego najwyższym stopniu. Uzbierane 34 punkty pozwoliły mu zdobyć tytuł wicemistrza serii. W późniejszych latach pojawiał się także w stawce Formuły Fiat Abarth, Włoskiej Formuły 3, Europejskiej Formuły 3, Renault Alpine V6 Europe, SCCA Can-Am Challenge, European Touring Car Championship, World Touring Car Championship, Formuły 3000, World Sports-Prototype Championship, 24-godzinnego wyścigu Le Mans, Global GT Championship, IMSA World Sports Car Championship, International Sports Racing Series, Sports Racing World Cup, FIA GT Championship, FIA Sportscar Championship, Le Mans Endurance Series, Le Mans Series, Italian GT Championship, GT Sprint International Series, City Challenge Baku, European Le Mans Series oraz Campionato Italiano Gran Turismo.
W Formule 3000 Włoch został zgłoszony do trzech wyścigów sezonu 1988 z włoską ekipą avesi Racing. Nigdy jednak nie zakwalifikował się do wyścigu.